# NGC 6768/2
NGC 6768/2 је лентикуларна галаксија у сазвежђу Јужна круна која се налази на NGC листи објеката дубоког неба.
Деклинација објекта је - 40° 13' 22" а ректасцензија 19h 16m 29,7s. Привидна величина (магнитуда) објекта NGC 6768 износи 12,9 а фотографска магнитуда 13,9. NGC 67682 је још познат и под ознакама ESO 337-17, MCG -7-39-9, PGC 62995.